# Porella javanica
Porella javanica là một loài rêu tản trong họ Porellaceae. Loài này được (Gottsche ex Stephani) Inoue miêu tả khoa học lần đầu tiên năm 1967.